# Líbia e as armas de destruição em massa
Líbia possui armas químicas e mísseis balísticos e armas nucleares anteriormente exercidas sob a liderança de Muamar Gadafi. Em 19 de dezembro de 2003, Gadafi anunciou que a Líbia iria voluntariamente eliminar todos os materiais, equipamentos e programas que poderiam levar a armas internacionalmente proscritas, incluindo armas de destruição em massa e mísseis balísticos de longo alcance. Líbia assinou o Tratado de Não Proliferação Nuclear (TNP) em 1968 e ratificou em 1975, e concluiu um acordo de salvaguardas com a Agência Internacional de Energia Atômica (AIEA), em 1980. Os Estados Unidos e o Reino Unido ajudaram a Líbia na remoção de equipamentos e material de seu programa de armas nucleares, com verificação independente da AIEA. Líbia aderiu à Convenção sobre as Armas Químicas em 5 de fevereiro de 2004 e começou a destruir suas munições químicas no final daquele ano, mas perdeu os prazos para a conversão de uma instalação de produção de armas químicas para uso pacífico e para a destruição de seu estoque de agente mostarda.

## Programa nuclear
Desde os esforços da Líbia para desmantelar seu programa nuclear clandestino no final de 2003, a Líbia tinha procurado programas de armas nucleares, alegadamente para combater o secreto programa nuclear israelense. Em julho de 1968, a Líbia tornou-se signatário do Tratado de Não Proliferação Nuclear (TNP), sob o Rei Idris, ratificando o tratado TNP, em 1975, sob o coronel Muamar Gadafi, bem como a conclusão do acordo de salvaguardas da AIEA com a União Soviética em 1980. Em 1981, a União Soviética forneceu um reator de pesquisa de 10 MW em Tajura.
Durante a década de 80, Gadafi tinha supostamente empregado redes ilícitas de proliferação nuclear de várias fontes do mercado negro, incluindo engenheiro nuclear suíço Friedrich Tinner, para começar a desenvolver armas nucleares. No entanto, no momento em que seu programa nuclear foi por água abaixo pelo Muamar Gadafi, com uma assistência dos Estados Unidos e a AIEA, o programa nuclear da Líbia permaneceu em estágios iniciais primários de desenvolvimento.

### Assistência externa
Apesar do compromisso com o TNP, em 1968, Gadafi teve a ambição de possuir armas nucleares logo após tomar o controle da Líbia do Rei Idris. A mais famosa incursão de compra foi em 1970, quando os líderes da Líbia pagaram uma visita oficial à China. Gadafi e seu primeiro-ministro Abdessalam Jalloud fizeram uma tentativa frustrada de convencer a China a vender armas nucleares táticas para a Líbia. Em uma reunião bilateral com o premiê chinês Zhou Enlai, coronel Gadafi tentou mas não conseguiu convencer Enlai para vender-lhe uma bomba nuclear. Justificação de Gadafi em direção às intenções de armas nucleares eram sua preocupação sobre a capacidade nuclear de Israel, e publicamente expressou seu desejo de obter armas nucleares. Depois de ser convidado pelo primeiro-ministro paquistanês Zulfikar Ali Bhutto em um comparecimento a 2ª Conferência da OIC, em Lahore, Líbia negociou para se inscrever para participar no seu programa clandestino, Projeto-706, em 1974.
Em 1977, os técnicos líbios foram partiram para o Paquistão, mas no momento em que os líbios aderiram ao programa, a lei marcial estava em vigor contra Bhutto em resposta para acabar com o impasse político. Antes do projeto da bomba atômica do Paquistão fosse sucesso, a Líbia havia sido retirada da equação como o novo presidente general Zia-ul-Haq estava desconfiado e fortemente não gostava de Gadafi. Em efeitos imediatos, os líbios foram convidados a deixar o país e a Inteligência Líbia fizeram tentativas de se infiltrar os institutos de pesquisa de alta potência do Paquistão, mas essas tentativas foram frustradas pelo ISI que interceptaram e prenderam esses agentes líbios.
Cortou relações com o Paquistão, Gadafi normalizou as relações com a Índia em 1978, e Gadafi chegou a um entendimento mútuo com a Índia para a cooperação nuclear civil, como parte do programa para a Paz de Átomos da Índia. Com o primeiro-ministro indiano Indira Gandhi visitou a Líbia em 1984, um pacto de energia nuclear foi assinado pela Líbia e a Índia, mas não está claro o quanto a interação e cooperação ocorreu. Ao longo da década de 80, os esforços da Líbia continuaram a pressionar para a aquisição de armas nucleares a partir de várias fontes. Em uma persuasão engenhosa para o enriquecimento de urânio, em 1978, a Líbia fez um esforço para ter acesso ao minério de urânio, instalações de conversão de urânio, e técnicas de enriquecimento que, juntos, teriam permitido a Líbia a produzir urânio para armas. A abordagem fracassou em 1979, e em 1980 a Líbia decidiu seguir um caminho baseado em plutônio para armas nucleares. Líbia importou 1.200 toneladas de concentrado de minério de urânio das minas controladas pelos franceses no Níger sem declarar à AIEA, conforme exigido pelo seu acordo de salvaguardas. Em 1982, a Líbia tentou entrar em um acordo com a Bélgica para a compra de uma pequena usina para a fabricação de UF4. Na época, a Líbia tinha não declarou instalações nucleares que exigiam UF4, e a compra foi recusada.
Em 1980, a Líbia começou a construir sua infra-estrutura nuclear de várias fontes do mercado negro nuclear. Os materiais e os conhecimentos das centrífugas foram fornecidos pelo suíço, Friedrich Tinner. O trabalho de Tinner em centrífugas teve lugar no TNRF destinada a produzir centrífugas de gás para enriquecimento de urânio. Ao final de 1980, as restrições financeiras e sanções econômicas foram impostas pelos Estados Unidos em 1980, o que dificultou ainda mais o programa nuclear. O trabalho foi concluído por Tinner em 1992, mas a Líbia permaneceu incapaz de produzir uma centrífuga operacional. Após o fim da Guerra Fria, abruptamente Gadafi convenceu o presidente dos Estados Unidos Bill Clinton para aliviar as sanções ao permitir o desarmamento do seu programa nuclear.
Em 1995, Gadafi renovou ligações para as armas nucleares e seguiu por novos caminhos para a aquisição de tecnologia nuclear, embora a divulgação do TNP. Em 1997, a Líbia recebeu documentação técnica e materiais de centrífugas a gás a partir de várias fontes, como a Líbia tinha tomado uma decisão estratégica para iniciar o programa com uma nova atitude. Líbia empregou um grande número de redes do mercado negro, primeiro equipamentos para 20 centrífugas e componentes pré-montados de um adicional de 200 centrífugas e peças relacionadas a fornecedores estrangeiros. Os rotores pré-montados das centrífugas foram utilizados para instalar uma única centrífuga concluído no local do Al Hashan, que foi testado pela primeira vez com sucesso em outubro de 2000.
Em 2000, a Líbia acelerou seus esforços, ainda liderado por Tinner. Líbia recebeu muitos documentos sobre o projeto e operação de centrífugas, mas o programa sofreu muitos contratempos na avaliação desses projetos, eram muito difíceis de interpretar e pôr em funcionamento. Líbia na última análise, disse aos investigadores da AIEA que não tinha pessoas competentes para avaliar estes projetos, nesse momento, e devido à sua extrema dificuldade, a Líbia teria que pedir ao fornecedor para obter ajuda se tivesse decidido seguir para uma arma nuclear.

#### União Soviética
Em 1979, a Líbia conseguiu cooperação nuclear "pacífica" com a União Soviética, sob salvaguardas da AIEA. Em 1981, a União Soviética concordou em construir um reator de pesquisa de 10MW em Tajoura, sob salvaguardas da AIEA. O programa nuclear líbio repetidamente sofreu sob má gestão e perda de geração acadêmica. A instalação de Tajura foi ligada sob os especialistas soviéticos e composta por um pequeno número de especialistas líbios inexperientes e técnicos. Conhecido como Tajura Nuclear Research Facility (TNRF), a Líbia realizou experimentos ilegais de conversão de urânio. Um estado com armas nucleares sem nome, cujo nome foi mantido em segredo pela AIEA, também teria ajudado a Líbia nestas experiências. Especialista nuclear David Albright, do Instituto de Ciência e Segurança Internacional disse que a União Soviética e a China eram os suspeitos mais prováveis.
Em 1984, a Líbia negociou com a União Soviética para uma oferta de usinas nucleares, mas sua tecnologia fora de moda não agradou o coronel Gadafi. Gadafi negociou com a Bélgica, mas as negociações fracassaram. Em 1984, a Líbia negociou com o Japão para uma instalação de conversão de urânio em escala piloto. Uma empresa japonesa forneceu à Líbia à tecnologia, e a venda aparentemente foi tratada diretamente com os japoneses em vez de por meio de intermediários.
Em 1991, a Líbia tentou explorar o caos gerado pelo colapso da União Soviética, para ter acesso à tecnologia nuclear, experiência e materiais. Em 1992, foi relatado por um funcionário do Instituto Kurchatov em Moscou afirmou que a Líbia, sem sucesso, tentou recrutar dois de seus colegas para trabalhar no Centro de Pesquisa Nuclear de Tajoura na Líbia. Outros relatos também sugeriram que os cientistas russos tinham sido contratados para trabalhar em um programa nuclear líbio secreto. Em março de 1998, a Rússia e a Líbia assinaram um contrato com o consórcio russo, o Atomenergoeksport para uma revisão parcial do Centro de Pesquisa Nuclear de Tajoura.

### Desmantelamento
O diplomata da administração de Clinton, Martin Indyk, sustentou que as negociações e esforços diplomáticos em reverter o programa nuclear líbio foram iniciados tão cedo quanto, Bill Clinton assumiu a presidência nos anos 90.

## Programa químico

### Armas químicas
O programa de armas químicas também foi mantido ativamente pela Líbia sob a ditadura de Muamar Gadafi, mas foi aparentemente desativado na década de 2000 e no início da década de 2010, Gadafi procurou normalizar as relações com o mundo ocidental. Líbia aderiu à Convenção sobre as Armas Químicas, em 2004, e declarou 25 toneladas de gás mostarda e 1.400 toneladas de precursores químicos, bem como 3.500 munições de armas químicas.
A Organização para a Proibição de Armas Químicas (OPAQ) supervisionou a destruição de esconderijos de armas químicas da Líbia até fevereiro de 2011, quando foi obrigada a suspender suas operações devido à revolta contra Gadafi e a deterioração resultante da estabilidade do país. Neste ponto, o governo líbio havia destruído 40% dos seus materiais precursores e 55% do gás mostarda, bem como as 3.500 munições de armas químicas. No início de setembro de 2011, Diretor Geral da OPAQ Ahmet Üzümcü disse que tinha recebido relatórios indicando que as armas restantes estavam seguras e não tinham caído nas mãos de grupos militantes. Um estoque de gás mostarda, que a OPAQ relatou que o regime tinha tentado esconder de inspetores que fiscalizavam desmantelamento do programa de armas químicas, teria sido encontrado no distrito de Jufra por combatentes anti-Gadafi menos de duas semanas depois. No final de setembro, foi relatado pelo Wall Street Journal de que um grande complexo de munição, incluindo granadas de artilharia de armas químicas, estava no subterrâneo e aberto a saques. Em dezembro de 2012, um alto oficial de inteligência espanhola disse que a Al Qaeda no Magrebe Islâmico "provavelmente também tem armas não convencionais, químicas, basicamente, como resultado da perda de controle dos arsenais", a Líbia é a fonte mais provável.
Conselho Nacional de Transição da Líbia está cooperando com a OPAQ sobre a destruição de todas as armas químicas do legado do país. Depois de avaliar os estoques de produtos químicos, o governo líbio recebeu um prazo da OPAQ para destruir as armas. A partir de setembro de 2013, 1.6 toneladas de agente blister carregados em munições de artilharia, 2.5 toneladas de agente mostarda, e 846 toneladas de armas químicas e ingredientes continuam a ser destruídos.

## Mísseis balísticos
Forças líbias do exército leal a Gaddafi supostamente dispararam vários mísseis Terra-Terra Scud-B em áreas em revolta contra o regime, incluindo Misrata e Ajdabiyah, durante a Guerra Civil Líbia, mas as armas erraram seus alvos. Vários outros Scud's, com lançadores, foram encontrados por combatentes anti-Gaddafi perto de Trípoli e Sirte.